# Wilen
Wilen es una comuna suiza del cantón de Turgovia, situada en el distrito de Münchwilen. Limita al norte con la comuna de Kirchberg (SG), al este con Rickenbach, al sur con Wil (SG), y al oeste con Sirnach.

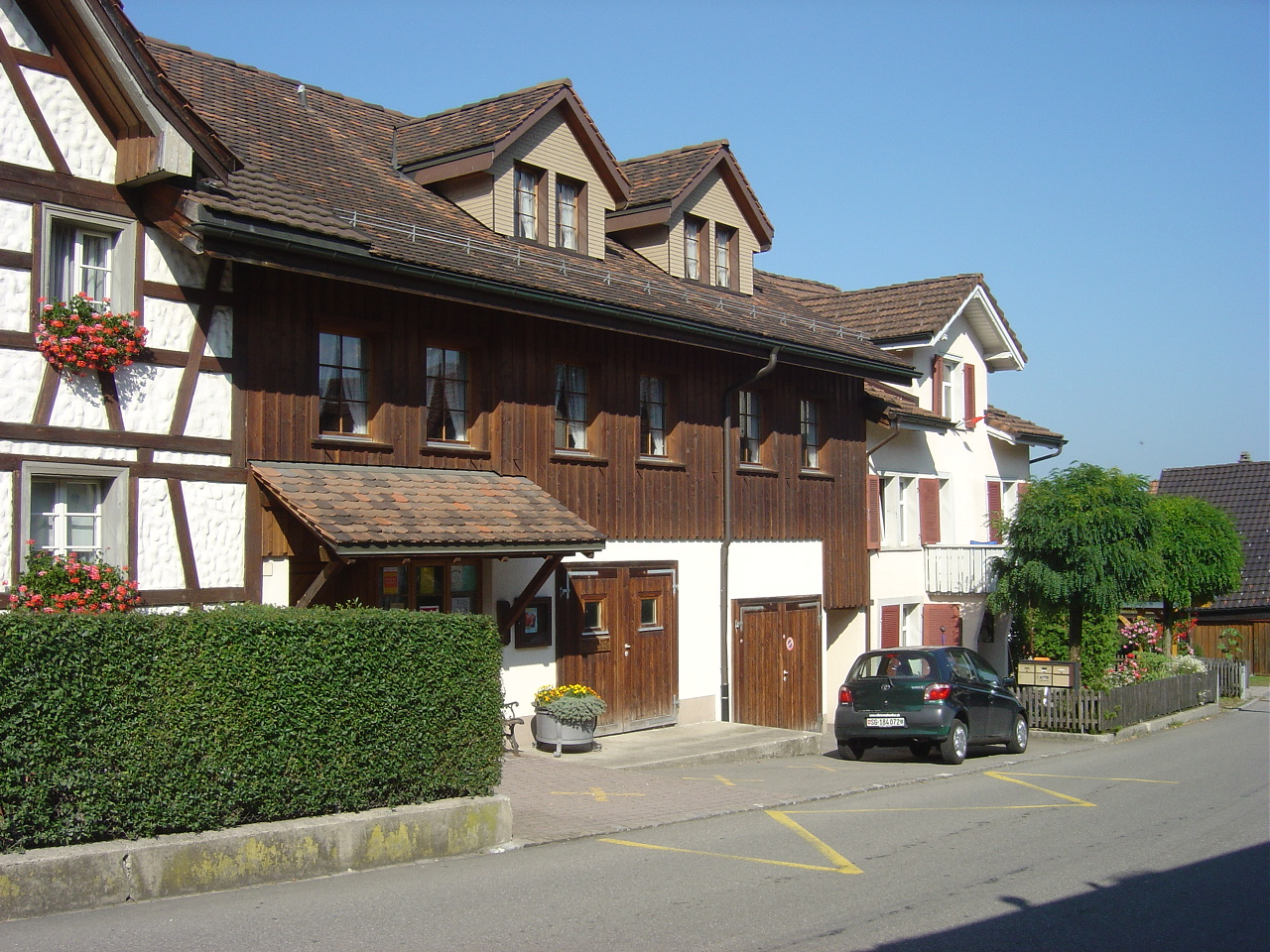
Casa en el centro del pueblo de Wilen.